# María del Rosario Castells Vila
María del Rosario Castells Vila, (Viana do Bolo, 1923 - 25 de setembro de 2012, Santiago de Compostela) foi uma médica, professora e escritora galega. Em 1945 casou-se com Ramón Arias de Castro Sánchez e teve dois filhos, Ramón e Mª del Rosario.

## Trajectória
Passou a infância em Betanzos, onde começou os estudos de bacharelato no IES Eusebio da Guarda da Corunha. Na Universidade de Santiago de Compostela estudou Filosofia e Letras, e doutorou-se em 1961 com a tese La comarca natural de Viana dele Bollo, dirigida por Carlos Alonso del Real e Ramón Otero Pedrayo. Esta foi uma das primeiras obras realizadas sobre geografia galega, e a Fundação Calouste Gulbenkian de Lisboa subsidiou a publicação da tese em 1967
.
Como Catedrática de Geografia e História foi docente no Instituto do Carballiño, no IES Eduardo Blanco Amor de Ourense e do Instituto da Corunha. Nessa época também estudou Medicina na Universidade de Santiago, e depois de se formar exerceu como médica no Hospital Autárquico de Labaca. Posteriormente especializou-se em oftalmologia e exerceu numa clínica privada de exames psicotécnicos.
Foi membro da Real Academia das Artes e das Letras, da Real Sociedade Geográfica de Londres, da Real Academia Galega de Belas Artes e do plenário da Real Academia Galega.

## Reconhecimentos
Em 1966 recebeu o Prémio Fernández Latorre pelo artigo “Galicia, tierra de contrastes”, publicado no ABC. Uma rua de Viana do Bolo leva o seu nome.

## Obra
- La comarca natural de Viana del Bollo (1967)
- Vivencias de Galicia (Ideario) (1968)